# Folkets stora hall

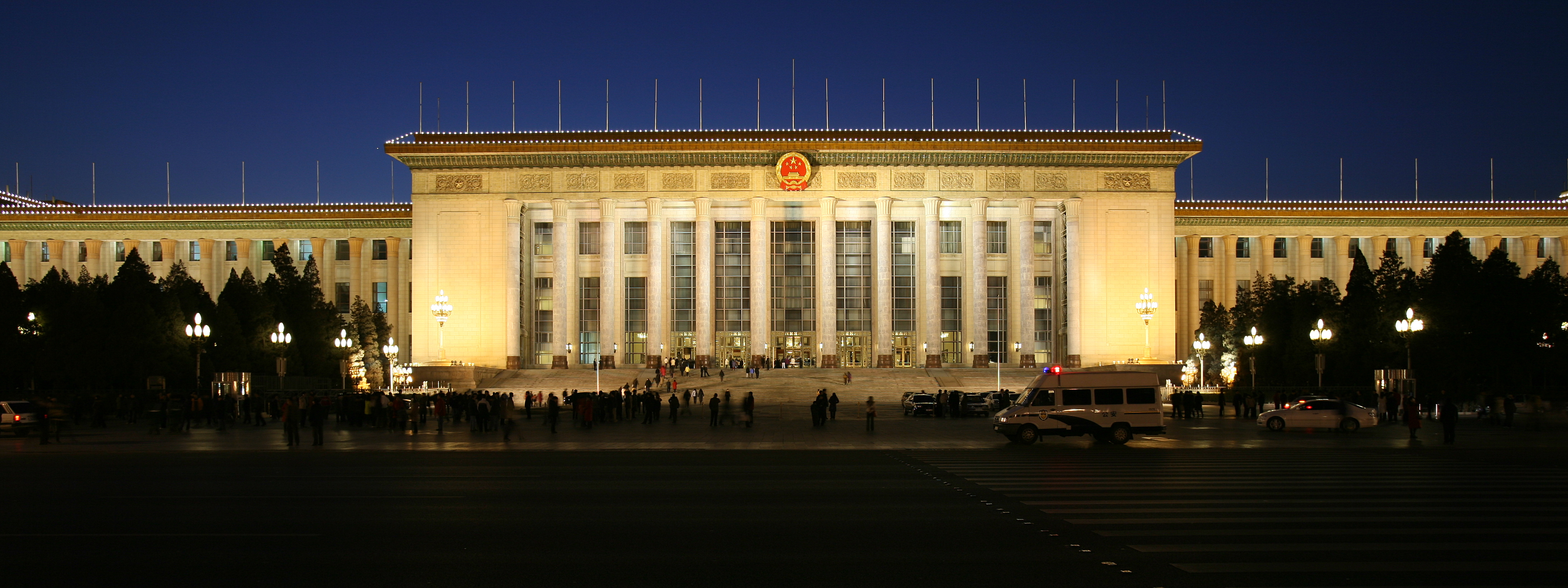
Folkets stora hall i Peking

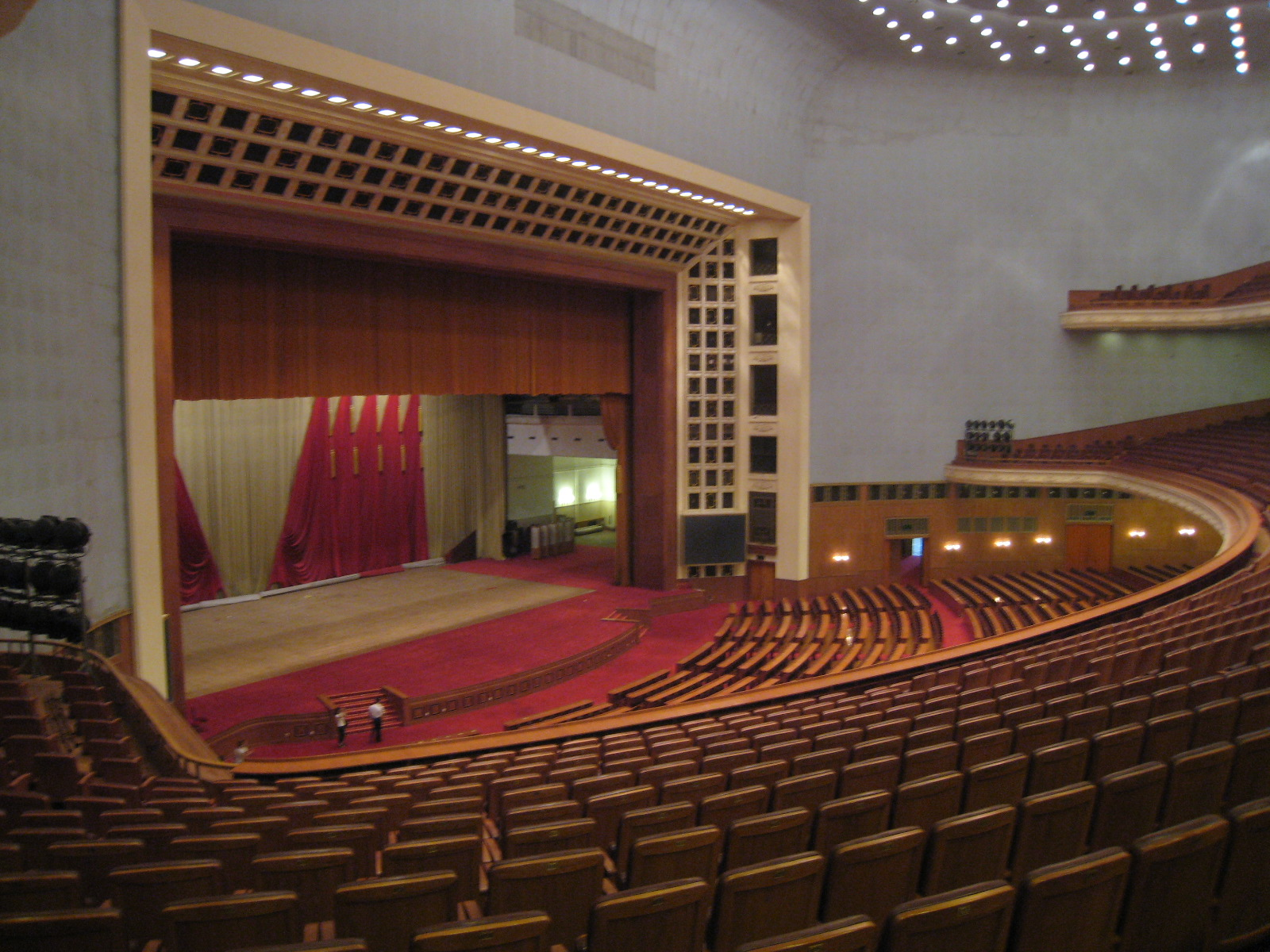
Stora Auditoriet i Folkets stora hall

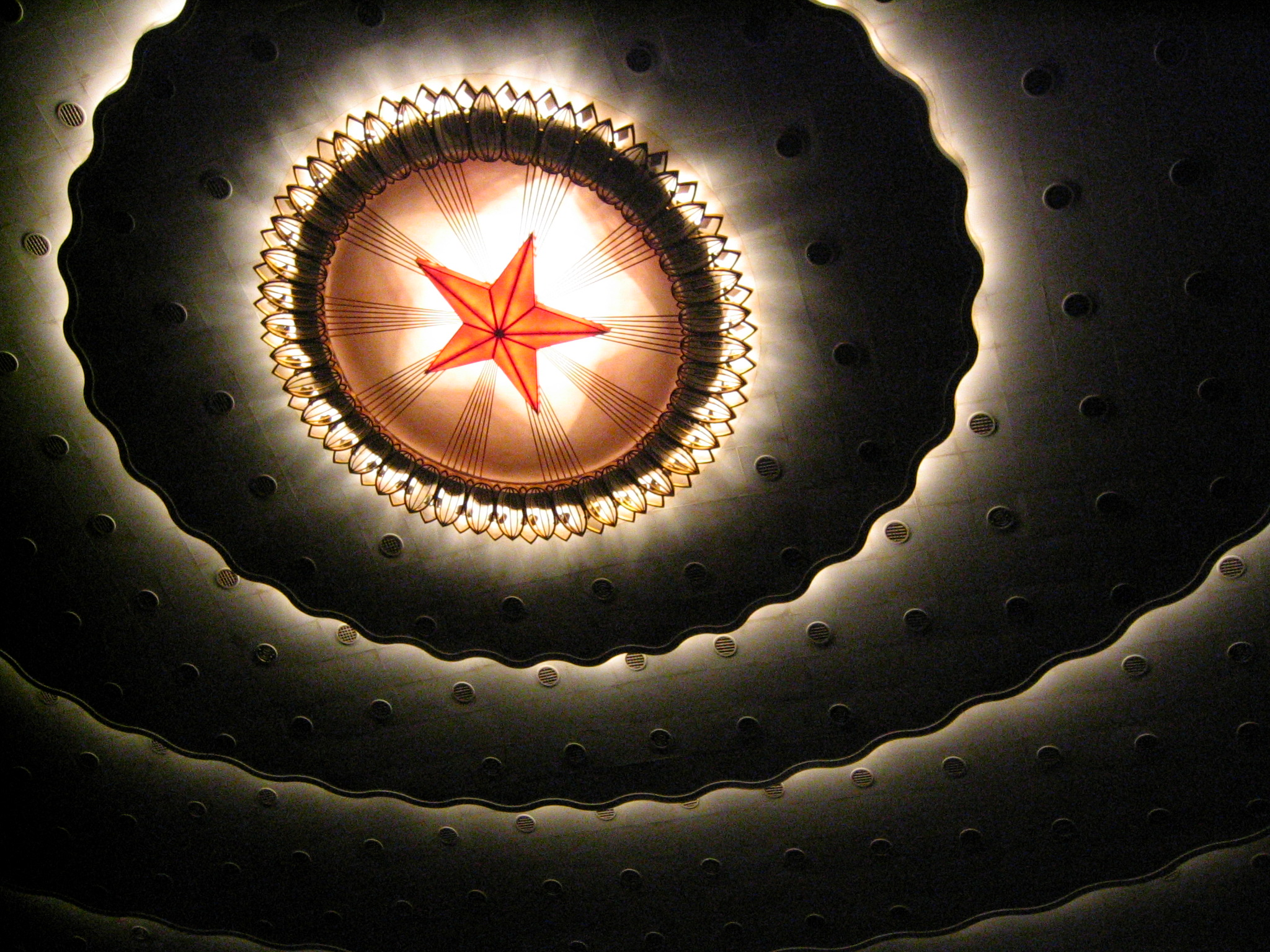
Takdekoration i Stora Auditoriet

Folkets stora hall (förenklad kinesiska:人民大会堂; traditionell kinesiska:人民大會堂; pinyin: Rénmín Dàhuìtáng) ligger vid den västra sidan av Himmelska fridens torg i Peking,  och används för lagstiftande och ceremoniella ändamål av Folkrepubliken Kina och Kinas kommunistiska parti. Det är sammanträdesplatsen för Nationella folkkongressen, det kinesiska parlamentet.
Folkets stora hall öppnades i september 1959. Den byggdes på 10 månader av frivilliga som en del av 10-årsjubileet av Folkrepubliken. Byggnaden omfattar mer än 170 000 kvadratmeter golvyta och består av omkring 300 olika hallar och konferensrum.  
Varje provins och administrativ region av Kina har sin egen hall, som Peking Hall, Hong Kong Hall och Taiwan Hall. Varje hall har unika egenskaper och är inredda enligt den lokala stilen. Taket i Stora Auditoriet är dekorerad med en galax av ljus, med en stor röd stjärna i centrum av taket och ett mönster av vattenvågor som symboliserar folket.
I mars varje år är Folkets stora hall värd för "liang hui" (bokstavlig betydelse "två möten") där Kinesiska folkets politiskt rådgivande konferens och Nationella folkkongressen möts i sammanträdessessioner i Stora Auditoriet under två eller tre veckor. Folkets stora hall är också öppen för allmänheten när kongressen inte sammanträder.